# Пушица влагалищная
Пуши́ца влага́лищная (лат. Erióphorum vaginátum) — многолетнее травянистое растение, образующее кочки; вид рода Пушица (Eriophorum) семейства Осоковые (Cyperaceae), типовой вид этого рода. Растение широко распространено в Северном полушарии в регионах с умеренным и холодным климатом, встречается как в Евразии (в том числе почти на всей территории России), так и в Северной Америке (Канада, север США); нередко растёт в большом количестве.
Ценное кормовое растение для северных оленей, диких зверей и водоплавающей птицы; торфообразователь. Иногда растение культивируют.

## Распространение и экология
Вид имеет обширный ареал, который охватывает регионы с умеренным и холодным климатом Евразии и Северной Америки. Встречается почти по всей Европе (Австрия, Бельгия, Болгария, Великобритания, Венгрия, Германия, северная часть Греции, Дания, Ирландия, Испания, северная часть Италии, Латвия, Литва, Нидерланды, Норвегия, Польша, Румыния, Северная Македония, Сербия, Словакия, Словения, Украина, Фарерские острова, Финляндия, Франция, Чехия, Швейцария, Швеция, Эстония), во многих регионах Азии — в Азербайджане, Китае (провинции Гирин, Хэйлунцзян, северная часть провинции Ляонин, северо-восточная часть автономного района Внутренняя Монголия), на Корейском полуострове, в северной части Монголии, в Турции, на японских островах Хоккайдо и Хонсю. В Северной Америке растение встречается в Гренландии, почти на всей территории Канады, в Соединённых Штатах Америки (Аляска, Вермонт, Висконсин, северная часть Индианы, Коннектикут, Массачусетс, Миннесота, Мичиган, Мэн, Нью-Гэмпшир, северная часть Нью-Джерси, Нью-Йорк, северо-восточная часть Пенсильвании, Род-Айленд).
В России пушица влагалищная распространена почти на всей территории, как в европейской, так и в азиатской части страны, в том числе во всех областях средней полосы России, в Дагестане, в Западной и Восточной Сибири, на Дальнем Востоке; на севере доходит до Новой Земли.

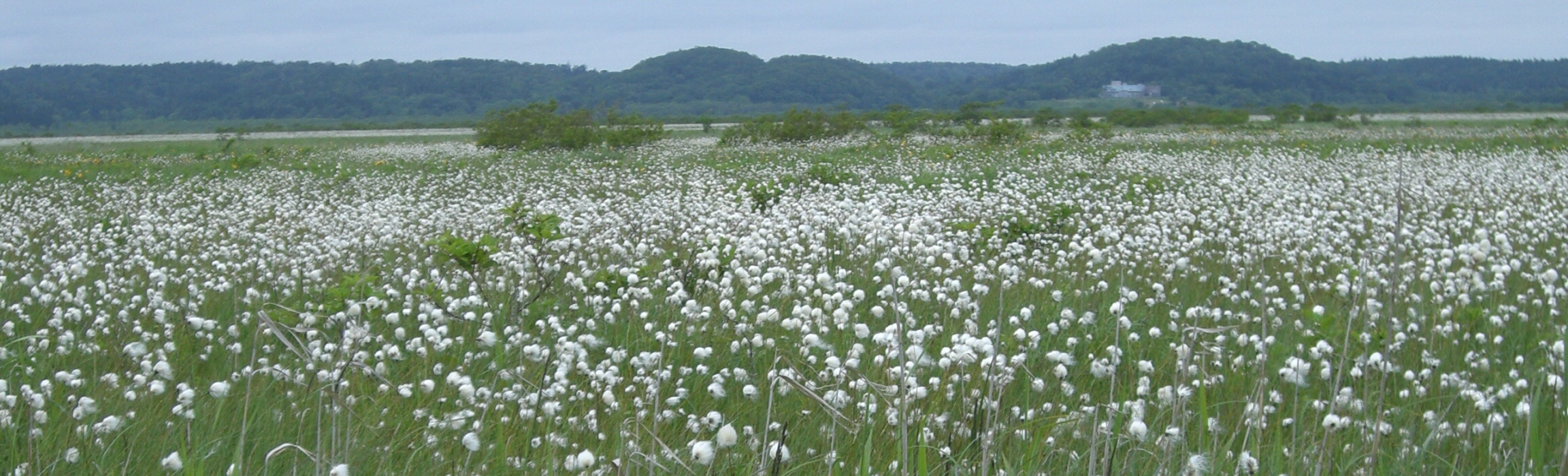
Пушица влагалищная во время плодоношения. Водно-болотные угодья Киритаппу (Хоккайдо, Япония)

Наиболее типичными местами обитания растения являются сфагновые и сфагново-осоковые верховые болота (то есть такие болота, питание которых осуществляется атмосферными осадками) — в отличие от двух других широко распространённых видов этого рода, пушицы узколистной (Eriophorum angustifolium) и пушицы широколистной (Eriophorum latifolium), которые приурочены к низинным и ключевым болотам. Пушица влагалищная встречается также на зарастающих берегах озёр, в заболоченных хвойных лесах (особенно сосновых), в сырых моховых тундрах. Нередко этот вид пушицы растёт в большом количестве, являясь так называемым фоновым растением. Часто образует обширные кочкарники.

## Ботаническое описание
Многолетние травы высотой от 30 (редко от 20) до 70 см (иногда до 90 см). Образуют кочки или плотные дерновины.
Корневища у пушицы влагалищной не ползучие (в отличие от многих других видов этого рода), укороченные. Корни ветвистые, мочковидные, короткие.

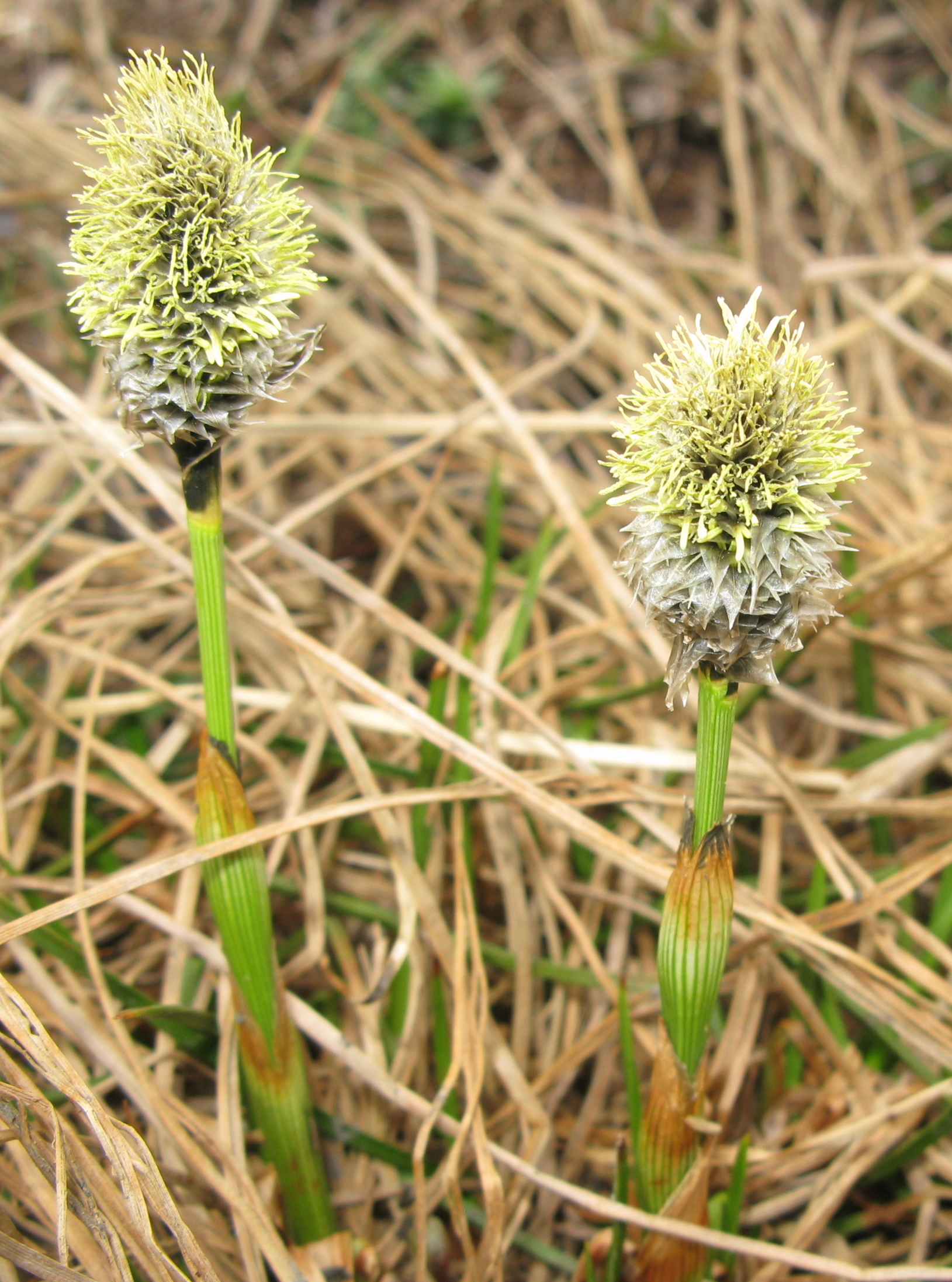
Соцветия крупным планом. Япония

Стебли прямостоячие. Нижние (прикорневые) листья трёхгранные, с узкими высокими (длиной до 12 см) жёсткими чешуевидными влагалищами, окружающими стебель и защищающими листья от морозов. Влагалища светлой розовато-бурой, красновато-бурой, иногда желтовато-бурой окраски; по краям волокнистые. Верхний стеблевой лист находится обычно в средней части стебля, он редуцирован до влагалища — заметно вздутого, сетчатонервного, с косообразной тёмного цвета плёнчатой верхушкой. Иногда у растения имеются два таких редуцированных верхних стеблевых листа.
Цветки обоеполые, собраны в многоцветковый одиночный колосок (этим пушица влагалищная отличается от пушицы узколистной, у которой несколько колосков), который располагается на верхушке побега. Нижние чешуи (чешуи при основании колосков) стерильны, в количестве от 10 до 15 (изредка до 20), нередко отогнуты вниз. Околоцветник состоит из гладких и мягких волосков (щетинок), которые обычно имеют чисто-белую окраску, но иногда бывают кремового цвета. После цветения волоски сильно удлиняются, во много раз превышая длину плода, и образуют густую пушистую головку — так называемую «пуховку». Колоски во время цветения продолговатые, иногда яйцевидные или широкояйцевидные; длиной от 1,5 до 2,5 см (иногда до 3 см). Кроющие чешуи (те чешуи, в пазухах которых расположены цветки) — с широким основанием, продолговато-яйцевидной или яйцевидно-ланцетной формы, с достаточно сильно оттянутыми верхушками. Их окраска может быть различна — от почти бесцветной или светло-серой до тёмно-серой, а также могут быть как блестящими, так и тусклыми, при этом края и верхушка всегда более светлые, нередко бесцветные. Из-за такой неравномерной окраски чешуй соцветие кажется пестроватым. Цветки обоеполые. Тычинок три, с линейными пыльниками длиной от 2 до 3 мм (более длинные пыльники — один из диагностических признаков отличия этого вида от пушицы короткопыльниковой (Eriophorum brachyantherum), у которой длина пыльников не превышает 1,5 мм). Пестик один, с опадающим столбиком, с тремя рыльцами.
Пуховка шаровидная или широкояйцевидная, диаметром до 3—4 см. Плоды — продолговатые, трёхгранные буровато-жёлтые или бурые орешки обратнояйцевидной (иногда — почти сердцевидной) формы, длиной от 2,3 до 2,5 (иногда до 3 мм), шириной от 1,3 до 1,5 мм.
В условиях российской средней полосы растение цветёт в апреле — мае, плоды созревают в июне.
Число хромосом: 2n = 58.

## Химический состав
В корнях и листьях растения найдены ароматические органические кислоты, обладающие антигепатотоксическими свойствами: p-кумаровая кислота и феруловая кислота.

## Значение и применение
Торфообразователь, как и другие виды пушицы.

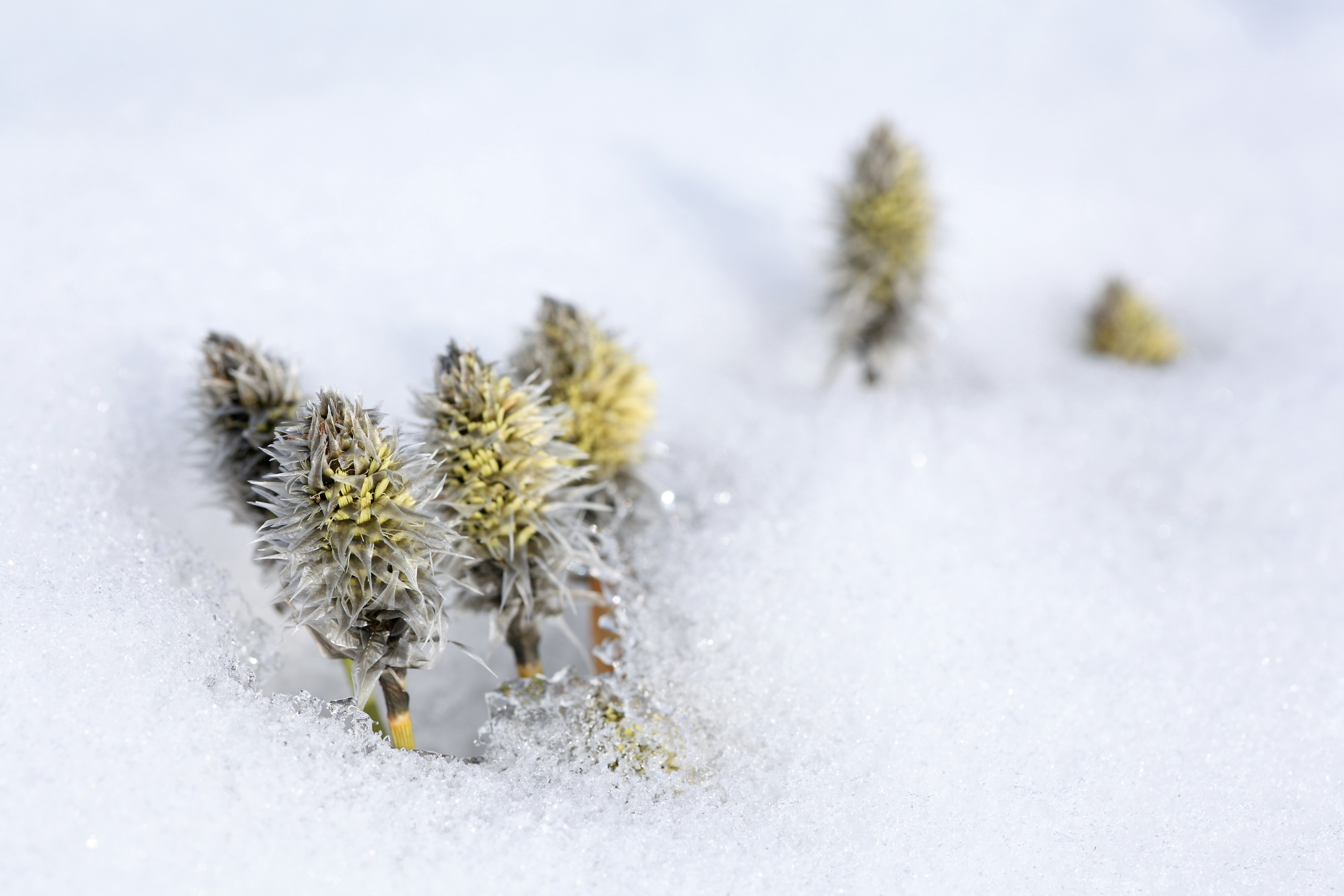
Соцветия пушицы влагалищной, торчащие из-под снега. Эстония

По причине массовости своего произрастания пушица влагалищная является основным кормовым растением в некоторых природных зонах с бедной травянистой растительностью — в тундрах, сфагновых и переходных болотах, заболоченных лиственных лесах. В 100 кг травы содержится 25,2 кормовых единиц и 3 кг перевариваемого белка.

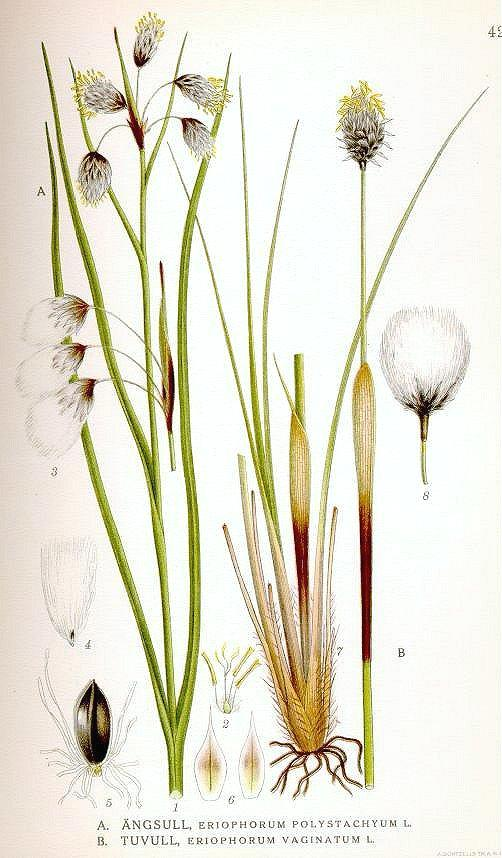
Пушица узколистная (слева, с несколькими колосками) и Пушица влагалищная (справа, с одним колоском).

Ценное кормовое растение для северного оленя (Rangifer tarandus Linnaeus) в весенний период. Зимой поедаются основания листьев, которые сохраняются зелёными. Летом поедается плохо. С появлением разнотравья и листвы кустарников кормовое значение падает. Есть данные, что сухое вещество переваривается северными оленями на 75 %, а содержащийся в нём белок — на 74 %. Ранней весной растение является ценным кормом для всех травоядных животных тундры, в том числе европейских лосей (Alces alces Linnaeus) и леммингов. Стебли служат кормом для водоплавающей птицы.
Домашний скот поедает пушицу влагалищную неохотно и только ранней весной, объясняется это жёсткостью растения. Исключение составляют данные по лошадям в Якутии: здесь растение очень хорошо поедается ими не только весной, но также осенью и зимой. В то же время известный полярный исследователь С. М. Успенский считал, что некоторые виды пушицы (особенно пушицу влагалищную) следует рассматривать в качестве перспективных кандидатов на роль весенних кормовых растений для домашних животных. Своё мнение он обосновывал тем, что зелёные части растения доступны для поедания ещё до окончательного таяния снега, кроме того, в пушице весной высоко содержание белков, сахаров, витаминов и микроэлементов.

## Систематика
Пушица влагалищная — вид рода Пушица (Eriophorum) трибы Камышовые (Scirpeae) подсемейства Сытевые (Cyperoideae) семейства Осоковые (Cyperaceae); лектотип рода Eriophorum.
Вид описан из Европы: Habitat in Europæ frigidis sterilibus (с лат. — «Обитает в холодных неплодородных местах Европы»).
Согласно внутриродовой классификации, использованной в издании «Флора европейской части СССР» (1976), из растений, произрастающих на территории Восточной Европы, видом, наиболее близким к пушице влагалищной, является Пушица короткопыльниковая (Eriophorum brachyantherum Trautv. & C.A.Mey.): два этих вида образуют номинативную секцию в составе номинативного подрода.
|  |                               |  |                                                        |                                                        |                                    |  | подсемейство Мапаниевые (Mapanioideae) | подсемейство Мапаниевые (Mapanioideae) |                            |  |  |  | ещё не менее трёх  | ещё не менее трёх                             |  |  |
|  |                               |  |                                                        |                                                        |                                    |  | подсемейство Мапаниевые (Mapanioideae) | подсемейство Мапаниевые (Mapanioideae) |                            |  |  |  | ещё не менее трёх  | ещё не менее трёх                             |  |  |
|  |                               |  |                                                        | семейство Осоковые (Cyperaceae)                        |                                    |  |                                        |                                        | триба Камышовые (Scirpeae) |  |  |  |                    | вид Пушица влагалищная (Eriophorum vaginatum) |  |  |
|  |                               |  |                                                        | семейство Осоковые (Cyperaceae)                        |                                    |  |                                        |                                        | триба Камышовые (Scirpeae) |  |  |  |                    | вид Пушица влагалищная (Eriophorum vaginatum) |  |  |
|  | порядок Злакоцветные (Poales) |  |                                                        |                                                        | подсемейство Сытевые (Cyperoideae) |  |                                        |                                        | род Пушица (Eriophorum)    |  |  |  |                    |                                               |  |  |
|  | порядок Злакоцветные (Poales) |  |                                                        |                                                        |                                    |  |                                        |                                        |                            |  |  |  |                    |                                               |  |  |
|  |                               |  | ещё 15 семейств (APG III), в том числе Злаки (Poaceae) | ещё 15 семейств (APG III), в том числе Злаки (Poaceae) |                                    |  |                                        | ещё 13 триб                            | ещё 13 триб                |  |  |  | ещё около 30 видов |                                               |  |  |
|  |                               |  |                                                        | ещё 15 семейств (APG III), в том числе Злаки (Poaceae) |                                    |  |                                        |                                        | ещё 13 триб                |  |  |  |                    |                                               |  |  |

### Синонимы
По информации базы данных The Plant List (2013), в синонимику вида входят следующие названия:
- Eriophorum caespitosum Host — Пушица дерновинная
- Eriophorum caespitosum var. humilius E.Mey.
- Eriophorum callithrix Lange
- Eriophorum callitrix var. erubescens Fernald
- Eriophorum fauriei E.G.Camus
- Eriophorum kerneri Ullep. — Пушица Кернера
- Eriophorum scabridum Ohwi
- Eriophorum spissum Fernald — Пушица плотная
- Eriophorum spissum var. erubescens (Fernald) Fernald
- Eriophorum vaginatum f. erubescens (Fernald) B.Boivin
- Eriophorum vaginatum var. fauriei (E.G.Camus) Kitag.
- Eriophorum vaginatum subsp. fauriei Á.Löve & D.Löve
- Eriophorum vaginatum subsp. spissum (Fernald) Hultén
- Eriophorum vaginatum var. spissum (Fernald) B.Boivin
- Eriophorum vaginatum subsp. vaginatum
- Linagrostis vaginata (L.) Scop.
- Plumaria vaginata (L.) Bubani — Плюмария влагалищная
- Scirpus fauriei (E.G.Camus) T.Koyama
- Scirpus fauriei subsp. vaginatus T.Koyama
- Scirpus vaginatus (L.) Salisb. — Камыш влагалищный

## Пушица влагалищная на почтовых марках
В нескольких странах были выпущены почтовые марки с изображением пушицы влагалищной:
- в 1950 году в Бельгии, в серии «В пользу лиги борьбы с туберкулёзом»[31];
- в 2011 году в Словении, в серии «Растения болот»[32].